# Genova Vesima
Genova Vesima (wł: Stazione di Genova Vesima) – przystanek kolejowy w Genui, w regionie Liguria, we Włoszech. Znajduje się tu 1 peron.